# Schöner Name
Der Schöne Name ist im alten Ägypten zur Zeit des Altes Reiches die Bezeichnung des zweiten Namens einer Person. Die Bezeichnung wurde vor allem dann verwendet, wenn eine Person zwei oder in seltenen Fällen sogar drei Namen hatte. Der erste Name wird meist als Großer Name  bezeichnet. Bei dem Schönen Namen handelt es sich dagegen in der Regel um den Rufnamen einer Person. Er konnte eine Abkürzung des Großen Namens, ein Kosename oder aber ein ganz eigenständiger Name sein.
Der Schöne Name taucht in der 26. Dynastie, in der Spätzeit des alten Ägyptens, wieder auf. Er hat nun eher formalen Charakter und unterscheidet sich damit deutlich vom Gebrauch im Alten Reich. Oftmals handelt es sich um basilophore Namen, die also einen Königsnamen zum Bestandteil haben.